# (1877) Marsden
(1877) Marsden es un asteroide perteneciente al cinturón exterior de asteroides descubierto por Tom Gehrels el 24 de marzo de 1971 desde el observatorio del Monte Palomar, Estados Unidos.

## Designación y nombre
Marsden fue designado al principio como 1971 FC.
Más tarde se nombró en honor del astrónomo estadounidense Brian Marsden (1937-2010).

## Características orbitales
Marsden orbita a una distancia media de 3,939 ua del Sol, pudiendo acercarse hasta 3,116 ua y alejarse hasta 4,762 ua. Tiene una inclinación orbital de 17,56° y una excentricidad de 0,2089. Emplea en completar una órbita alrededor del Sol 2855 días.
Marsden forma parte del grupo asteroidal de Hilda